# ثنائي فوسفات الأمونيوم
ثنائي فوسفات الأمونيوم هو مركب كيميائي له الصيغة المجملة H9N2O4P ، والصيفة المفصلة له NH4)2HPO4) ، ويكون على شكل بلورات عديمة اللون، وهو تقريباً عديم الرائحة.

## الخواص
- ينحل مركب فوسفات ثنائي أمونيوم هيدروجين في الماء بشكل جيد، حيث تحوي محاليله المشبعة حوالي 41% منه عند 20°س .
- تتفاعل المحاليل المائية لمركب فوسفات ثنائي أمونيوم هيدروجين بشكل قلوي ضعيف.

## التحضير
يحضر مركب فوسفات ثنائي أمونيوم هيدروجين عن طريق تفاعل تعديل حمض الفوسفور بكميات ستوكيومترية من محلول الأمونياك.

## الاستخدامات
- يستخدم مركب فوسفات ثنائي أمونيوم هيدروجين بشكل واسع في الأسمدة ، إذ يحوي كل من عنصري النيتروجين والفسفور.
- يستخدم في التجهيز ضد الحريق للمنتجات المختلفة نظراً لمقاومتها لها، فعلى سبيل المثال تشرَّب أعواد الثقاب بمركب فوسفات ثنائي أمونيوم هيدروجين كي تحد من اشتعال العود.